# Успенський собор (Біла Криниця)
Успенський собор — колишній головний храм Білокриницької старообрядної митрополії, збудований у селі Біла Криниця у 1908 році за проектом архітектора В. І. Кліка (за іншими даними, автором храму є московський архітектор О. В. Кузнєцов).

## Історія
П'ятикупольний храм побудований на кошти московських купців — подружжя Гліба й Ольги Овсянникових. Гліб Овсянніков таким чином вирішив увічнити пам'ять про рано померлого сина. Керували будівництвом московські інженери Кузнєцов і підрядник Тряпкін під керівництвом віденського архітектора. Матеріали для храму, а також позолочені хрести та дерев'яний різьблений іконостас були привезені з Москви. Ікони писали живописці з Москви.
При будівництві використовувався цілісний камінь. Зовні собор оздоблений цеглою, одна сторона якої покрита блакитною глазур'ю. Майстерно підібрані відтінки глазурі. Всі металеві деталі литі або ковані, привезені з Росії. Дерев'яний іконостас привезли з Володимира і Палеха.
Храм хрестовидний у плані, має три нави і три вівтарні апсиди. Над головним входом височіє чотириярусна дзвіниця з шатровим завершенням, вкриті кольоровою черепицею. Пам'ятник є втіленням неоросійського стилю модерн. Архітектурний образ створений завдяки використанню елементів російського зодчества: бус, поребриків та інше.
Пам'ятка архітектури національного значення Успенський собор старообрядців співтовариством старообрядців вважається святинею світового масштабу.
У радянський час у підвалах собору зберігали пшеницю.
Постановою Ради Міністрів УРСР 1978 року Успенський собор визнаний пам'яткою архітектури і взятий під охорону держави.
У 2001 році Свято-Успенський собор було передано владою Білокриницькому монастирю, в користуванні якого він і перебуває.

## Галерея

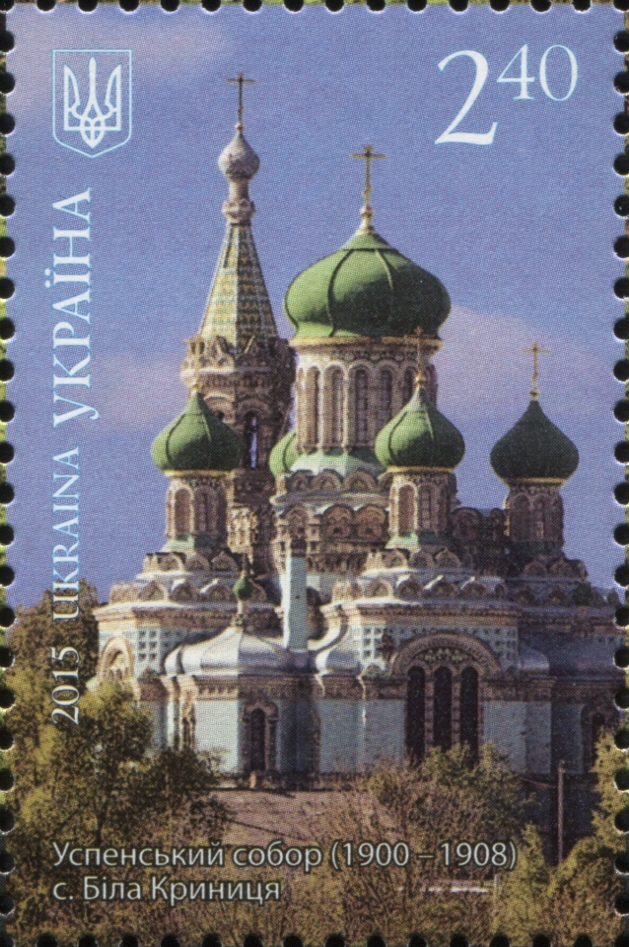
Успенський собор на поштовій марці України, 2015 р.
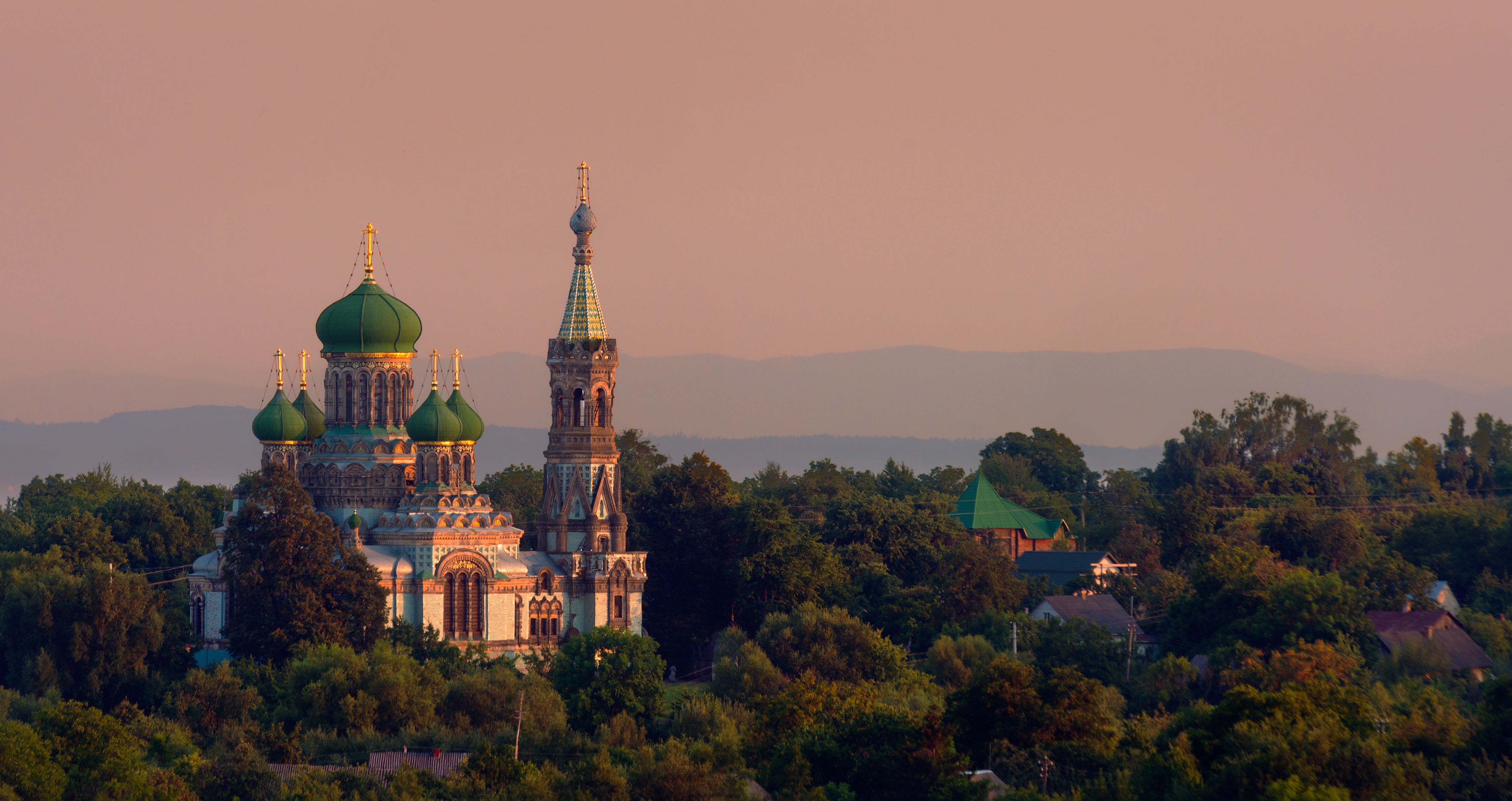
Собор на місцевості